# München-Stadelheim
München-Stadelheim, formelt Justizvollzugsanstalt München, er et fængsel beliggende i bydelen Obergiesing i München, Tyskland.
Fængslet blev etableret i 1894 og dannede under nazi-tiden rammen om mange henrettelser.

## Første henrettelse i Stadelheim i skete i 1895
Oprindeligt blev der oprettet 405 tilbageholdelsessteder med individuelle celler, der måler 9,4 kvadratmeter. I årenes løb blev bygningen udvidet støt, og der blev tilføjet et varetægtsfængsel. I begyndelsen af det 20. århundrede husede St. Adelheim, som fængslet populært blev kaldt, 1.005 fanger. De måtte arbejde ni til ti timer i kaserne til 25 pfennigs i timen.
Den 26. april 1895, et år efter indflytningen, blev den første dødsdom fuldbyrdet i Stadelheim. Hundreder mere fulgte. Henrettelserne ophørte først 50 år senere. Den sidste fange blev halshugget den 10. april 1945.

## Et særligt stort antal henrettelser fandt sted i nazitiden
En plade på museet lyder: "Ifølge optegnelser blev 1.399 mennesker henrettet i Stadelheim. Det nøjagtige antal er ikke kendt." De fleste af de dødsstrafindsatte døde i guillotinen.
Der var især mange henrettelser i nazitiden. 945 henrettelser er dokumenteret fra 1943 til 1945. Fra 1924 blev de henrettet af den statsansatte bøddel i Bayern Johann Reichart (de). Han blev ansat som bøddel i Dresden, Stuttgart og Weimar på samme tid. Det siges, at han i alt dræbte 2.951 dødsdømte fanger med guillotinen. 59 døde af hans hånd i galgen.

Fra 1943 besluttede Rigsjustitsministerium, at ikke engang en præst måtte deltage i henrettelsen.

## Guillotinen
Guillotinen blev bragt til Straubing i de sidste dage af krigen sammen med fanger, som også skulle henrettes. De var imidlertid i stand til at flygte. Guillotinen opbevares nu i det bayerske nationalmuseum. Afskedsbreve opbevares også på museet.
Af prominente indsatte er Adolf Hitler, Ernst Röhm, de to søskende Sophie Scholl og Hans Scholl og John Demjanjuk, som ikke nåede at afsone sine fem års fængsel, før han døde i 2012.